# Navras
Navras es una palabra del Sánscrito que se refiere a los nueve ("nava") estados emocionales ("rasa") que son exhibidos durante la música, el drama, y las artes visuales. 
Los diferentes nueve estados son los siguientes:
1. Amor
2. Humor
3. Patetismo
4. Ira
5. Heroísmo
6. Horror
7. Repugnancia
8. Sobrenaturalismo
9. Paz

La palabra procede de los Upanishads, una colección de textos sagrados hindúes.

## Otros usos de la palabraNavras
Navras, compuesta por Don Davis y Juno Reactor, es el título de la canción de los créditos finales de The Matrix Revolutions: Music From The Motion Picture para la tercera parte de la trilogía iniciada con The Matrix, The Matrix Revolutions. La letra de la canción está tomada de los Upanishads, con los siguientes coros:

asato ma sad gamaya

tamaso ma jyotir gamaya

mrutyor ma amrtam gamaya

De la mentira llévame a la verdad

De la oscuridad llévame a la luz

De la muerte llévame a la inmortalidad
Brhadaranyaka Upanisad 1.3.28

- Datos: Q2739973